# Centro de Exposiciones de Pekín

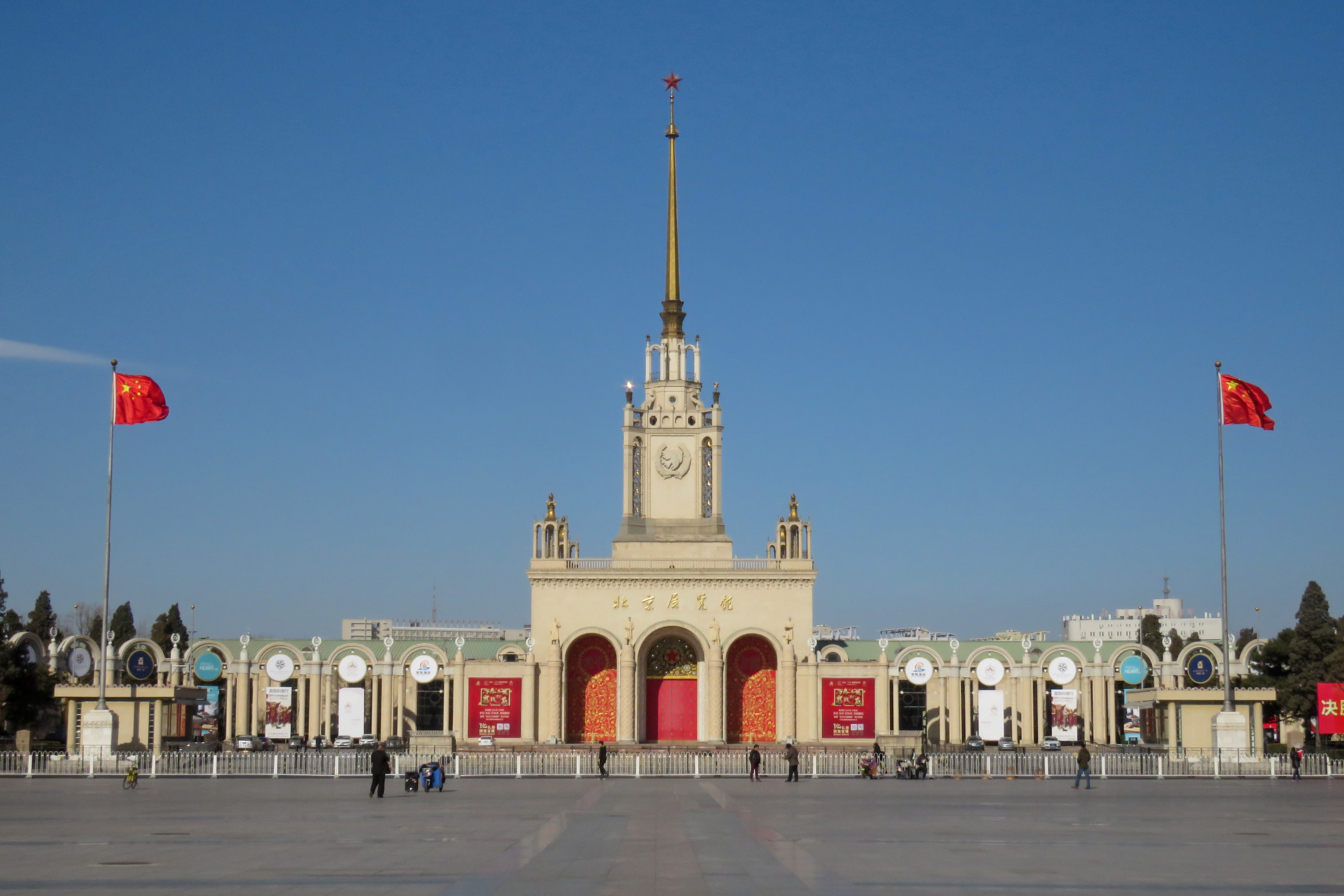
Centro de Exposiciones de Pekín

El Centro de Exposiciones de Pekín (chino simplificado: 北京 展览馆, chino tradicional: 北京 展覽館; pinyin: Běijīng Zhǎnlǎnguǎn) se estableció en 1954 como un lugar de exposición completo en Pekín, China. Construido en el estilo arquitectónico chino-soviético que era popular en los años 50. El centro contiene tres salas de exposición grandes así como museos. Tiene una sala de teatro (北京 展览馆 剧场) con 1,000 asientos, tocando una amplia gama de espectáculos, incluyendo obras de teatro chino, óperas y ballets occidentales y chinos, musicales y conciertos de rock. 

## Arquitectura

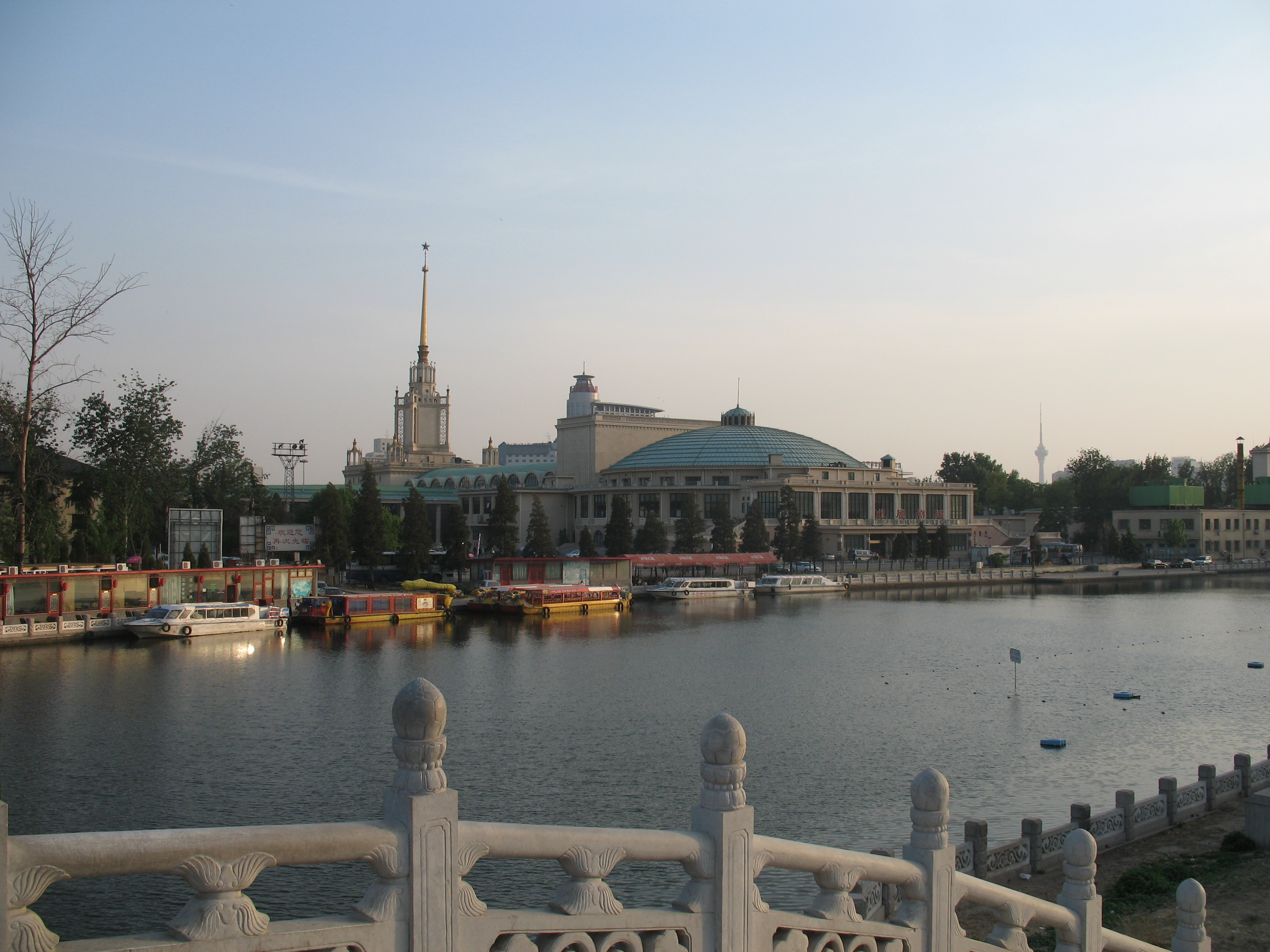
Panorama

- La superficie total es de 50 400 m². En su interior tiene una superficie total de 22 000 m², 12 salas de exposiciones y 10 000 m² salas de exposiciones al aire libre, además.
- El estilo arquitectónico general es un estilo de Stalin con una aguja en el centro y una forma fuertemente simétrica, pero su exterior es beige claro y su diseño elegante con las decoraciones delicadas en las agujas y las lámparas interiores etc.
- El diseño fue realizado por un arquitecto soviético, pero la respuesta local fue manejada por el departamento de diseño arquitectónico del Instituto de Diseño de Edificios (actualmente el Instituto Chino de Diseño Arquitectónico), Jing Zhi, Hairzheng Zhou, Zhongyungen.

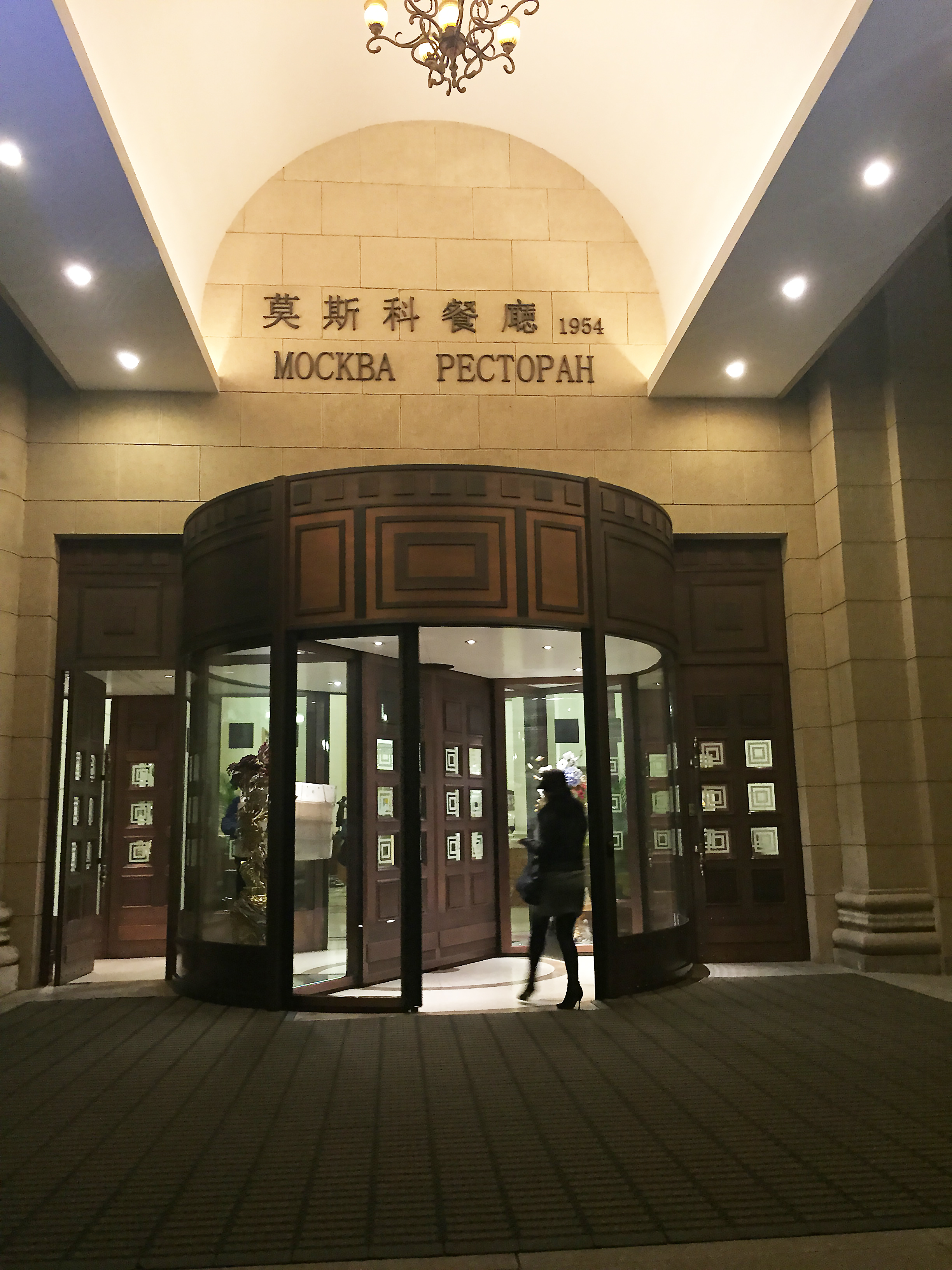
Entrada al restaurante.

- El Centro de Exposiciones de Pekín se encuentra en el edificio que fue donado por la Unión Soviética.